# Sedum eriocarpum
Sedum eriocarpum är en fetbladsväxtart. Sedum eriocarpum ingår i Fetknoppssläktet som ingår i familjen fetbladsväxter.

## Underarter
Arten delas in i följande underarter:
- S. e. apertiflorum
- S. e. caricum
- S. e. delicum
- S. e. epiroticum
- S. e. eriocarpum
- S. e. orientale
- S. e. porphyreum
- S. e. spathulifolium